# Charles Wilson (Journalist)
Charles Wilson (* 18. August 1935; † 31. August 2022 in London) war ein schottischer Journalist und Zeitungsherausgeber.

## Leben und Wirken
Wilson war Herausgeber der Zeitungen The Times (1985–1990) und The Independent (1995–1996).
Er war mit der Moderatorin und Journalistin Anne Robinson verheiratet, mit der eine Tochter hat. Später heiratete er die Journalistin Sally O’Sullivan, mit der er zwei weitere Kinder hat.
2006 wurde er zum Vorsitzenden der Jury des „British Press Award“ bestimmt.